# Среднощно препускане
„Среднощно препускане“ (на английски: Midnight Run) е приключенски екшън от 1988 г., режисиран от Мартин Брест с участието на Робърт Де Ниро, Чарлс Гродин, Джо Пантолиано и Джон Аштън. През 1994 година, студиото Universal заснема три телевизионни филма, като продължение на Среднощно препускане. В тях не участва никой от основните актьори в първия филм нито режисьора Мартин Брест. Тези продължения не успяват да достигнат световната популярност на филма от 1988 година. Списание Empire включва Среднощно препускане в класацията си „500 най-велики филма за всички времена“.

## Сюжет
Филмът разказва историята на ловеца на „глави“ Джак Уолш (Де Ниро), който е нает от агент по поръчителства Мъскойн (Пантолиано) да открие и заведе в полицията, укриващият се, откраднал 15 милиона долара – счетоводител (Гродин) на мафиотски бос (Фарина). Работата трябва да бъде извършена за пет дни, в противен случай Мъскойн ще загуби гаранцията от 450 000 долара.

## В ролите
| Актьор           | Роля                                                 |
| ---------------- | ---------------------------------------------------- |
| Робърт Де Ниро   | Джак Уолш – ловец на „глави“                         |
| Чарлс Гродин     | Джонатан Мардукас „Дукът“ – счетоводител на гангстер |
| Джо Пантолиано   | Еди Мъскойн – агент по поръчителства                 |
| Джон Аштън       | Марвин Дорфлър – ловец на „глави“                    |
| Яфет Кото        | Алонсо Моузли – главен агент от ФБР                  |
| Денис Фарина     | Джими Серано – мафиотски бос                         |
| Ричард Форони    | Тони Дарво – гангстер                                |
| Филип Бейкър Хол | Сидни – корумпиран политик                           |
| Джак Кихоу       | Джери Гейслър – асистент на Мъскойн                  |

## Награди и Номинации
Награди „Златен глобус“ (САЩ):
- Номинация за най-добър филм
- Номинация за най-добър актьор за Робърт Де Ниро

Награди филмов фестивал Валядолид (Испания):
- Награда за най-добър актьор за Чарлс Гродин